# گت یور گاید
گت یور گاید (انگلیسی: GetYourGuide) شرکت گردشگری سوئیسی آلمانی است، که در سال ۲۰۰۸ تأسیس شد.